# Eldridge, Iowa
Eldridge är en stad (city) i Scott County, i delstaten Iowa, USA. Enligt United States Census Bureau har staden en folkmängd på 5 717 invånare (2011) och en landarea på 24,6 km².